# Arroyo de Piedra
Arroyo de Piedra es un yacimiento arqueológico maya precolombino ubicado en el municipio de Sayaxché en el departamento del Petén en Guatemala, cuya ocupación máxima se estima en el periodo clásico mesoamericano.

## Breve descripción
Se localiza aproximadamente a 3 km al noreste de Dos Pilas y a 3 km al oeste de Tamarindito, ambos sitios mayas contemporáneos de Dos Pilas. El yacimiento ha sido datado hacia la mitad del periodo clásico. Fue durante un tiempo un centro de relativa importancia en la región, pero con el apogeo de Dos Pilas, Arroyo de Piedra quedó relegado a un lugar secundario dentro del área de Petexbatún.
La arquitectura de Arroyo de Piedra es diferente de la de Dos Pilas y de la también cercana Aguateca, pero tiene similitudes a aquella de Tamarindito.  Datos glíficos han permitido entender que Arroyo de Piedra y Tamarindito formaron una unidad política, antes de que Tikal estableciera en la vecindad a Dos Pilas.  Parece ser que la ciudad de Arroyo de Piedra fue abandonada durante el viii después del colapso de Dos Pilas y la desintegración de los vínculos políticos que en la zona existían. Esto habría ocurrido con motivo de las tensiones bélicas entre los dos grandes centros políticos hegemónicos en la época: Calakmul y Tikal. 